# Laglio
Laglio ist eine italienische Gemeinde am südwestlichen Arm des Comer See.

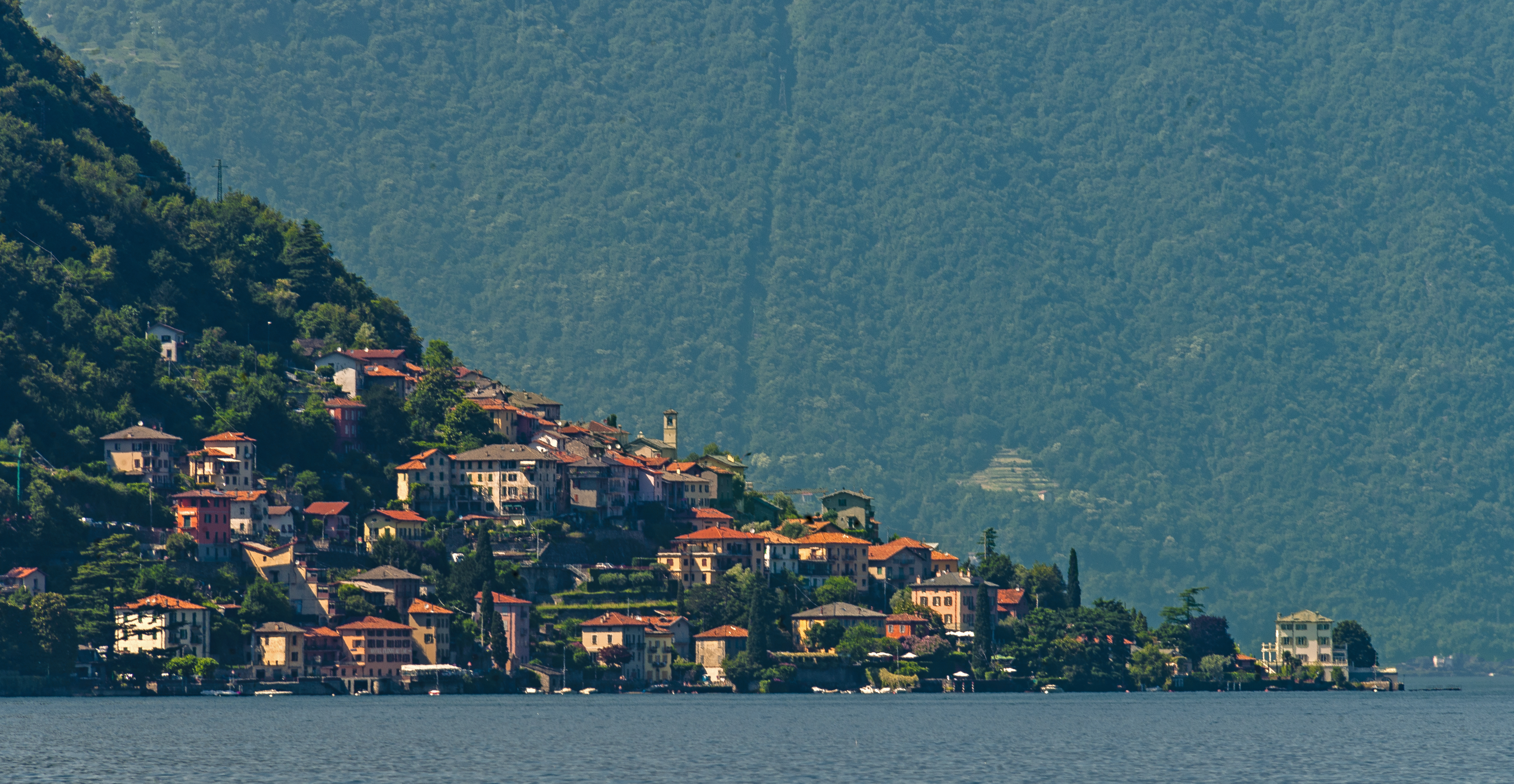
Laglio am Comer See

## Geographie
Der Ort in der Provinz Como hat 858 Einwohner (Stand 31. Dezember 2023), seine Fläche beträgt 6 km². Derzeitiger Bürgermeister ist Roberto Pozzi. Die Gemeinde umfasst folgende Fraktionen: Germanello, Ossana, Soldino, Ticée, Torriggia.
Die Nachbargemeinden sind Brienno, Carate Urio, Faggeto Lario, Nesso und Pognana Lario.

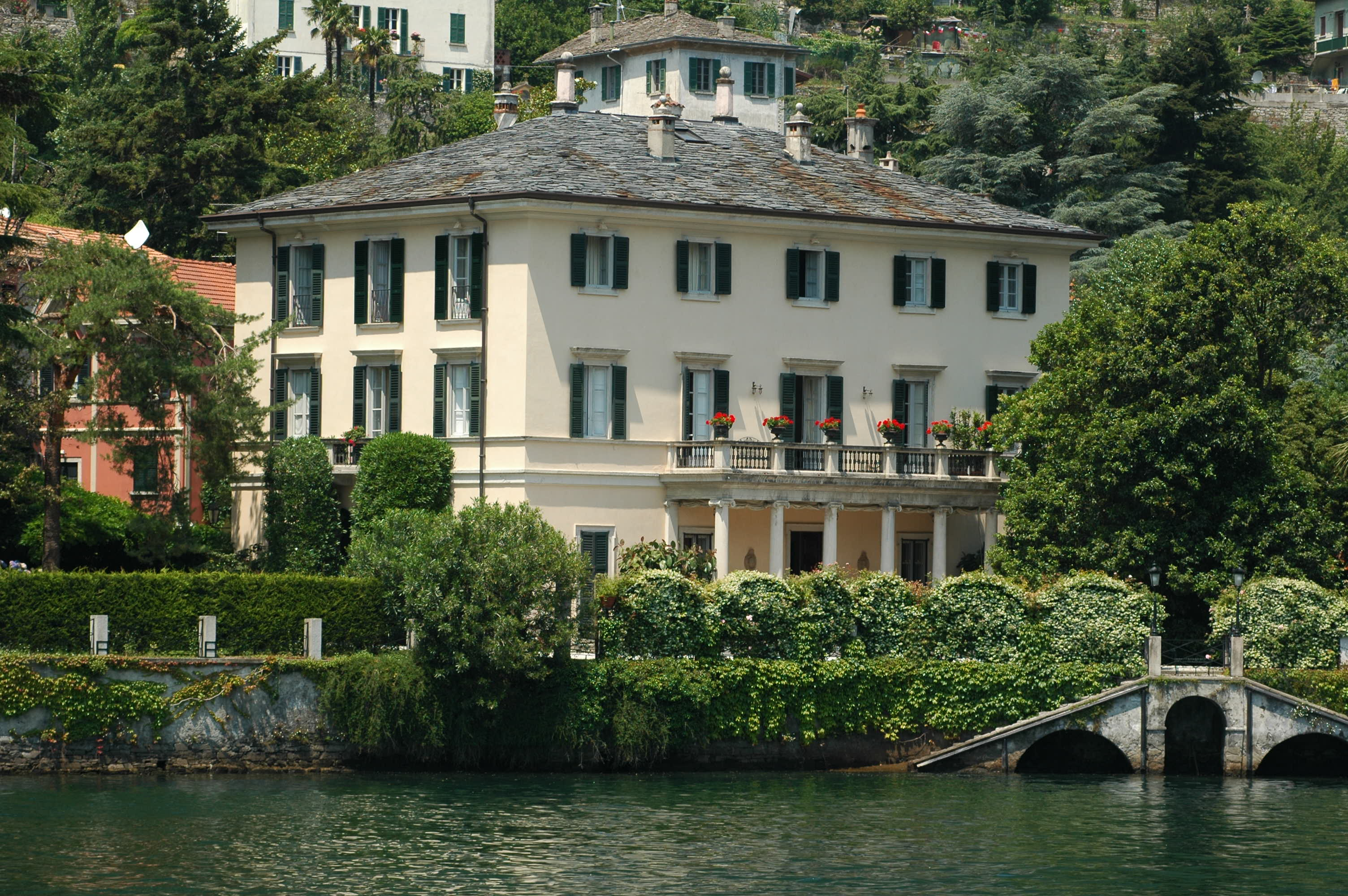
Villa Oleandra

## Sehenswürdigkeiten
- Pfarrkirche San Giorgio (1619)[2]
- Kirche San Bartolomeo (1756)[3]
- Kirche San Gerolamo (1782) im Ortsteil Germanello
- Villa Oleandra (1848)[4]
- Villa Veronesi (18. Jahrhundert) im Ortsteil Torriggia

## Persönlichkeiten
- Franz Martinelli alias Francesco Martinelli (* 1651 in Laglio; † 1708 in Wien), ein Italienischer Architekt[5]
- Giovanni Battista Martinelli (* um 1700 in Laglio; † 1757 in Tremezzo ?), ein Italienischer Architekt in Nordungarn[6]
- Stefano Salterio (* 1730 in Laglio; † 1806 ebenda), ein Italienischer Bildhauer schuf schöne Statuen in der Pfarrkirche von Schwyz[7][8]
- Philipp Jakob Cetto (1733–1793), Kaufmann und Bürgermeister in St. Wendel im Saarland
- George Clooney (* 1961), US-amerikanischer Schauspieler, besitzt seit 2003 in dem Ort die im 18. Jahrhundert erbaute „Villa Oleandra“ und ist seit 2004 Ehrenbürger.